# Phorocera rufipalpis
Phorocera rufipalpis är en tvåvingeart som beskrevs av Johann Wilhelm Meigen 1838. Phorocera rufipalpis ingår i släktet Phorocera och familjen parasitflugor. Inga underarter finns listade i Catalogue of Life.